# Membra disiecta
Membra disiecta (a veces, disiecta membra) en latín, significa literalmente "miembros dispersos" o "restos dispersos". Es un término que se utiliza para designar las partes o fragmentos de un todo arrancadas de su orden orgánico original. Se utiliza en la terminología técnica, especialmente en manuscritos y libros, para describir, generalmente, los fragmentos de pergamino usado, arrancados de su códice o libro original para reutilizarse como forro interno o encuadernación de un nuevo libro. Por extensión, y de forma similar en la historia del arte, designa los componentes de una obra de arte o edificio que ya no se encuentran en su contexto original. También se utiliza en arqueología en diversos contextos de investigación.

## Origen del término

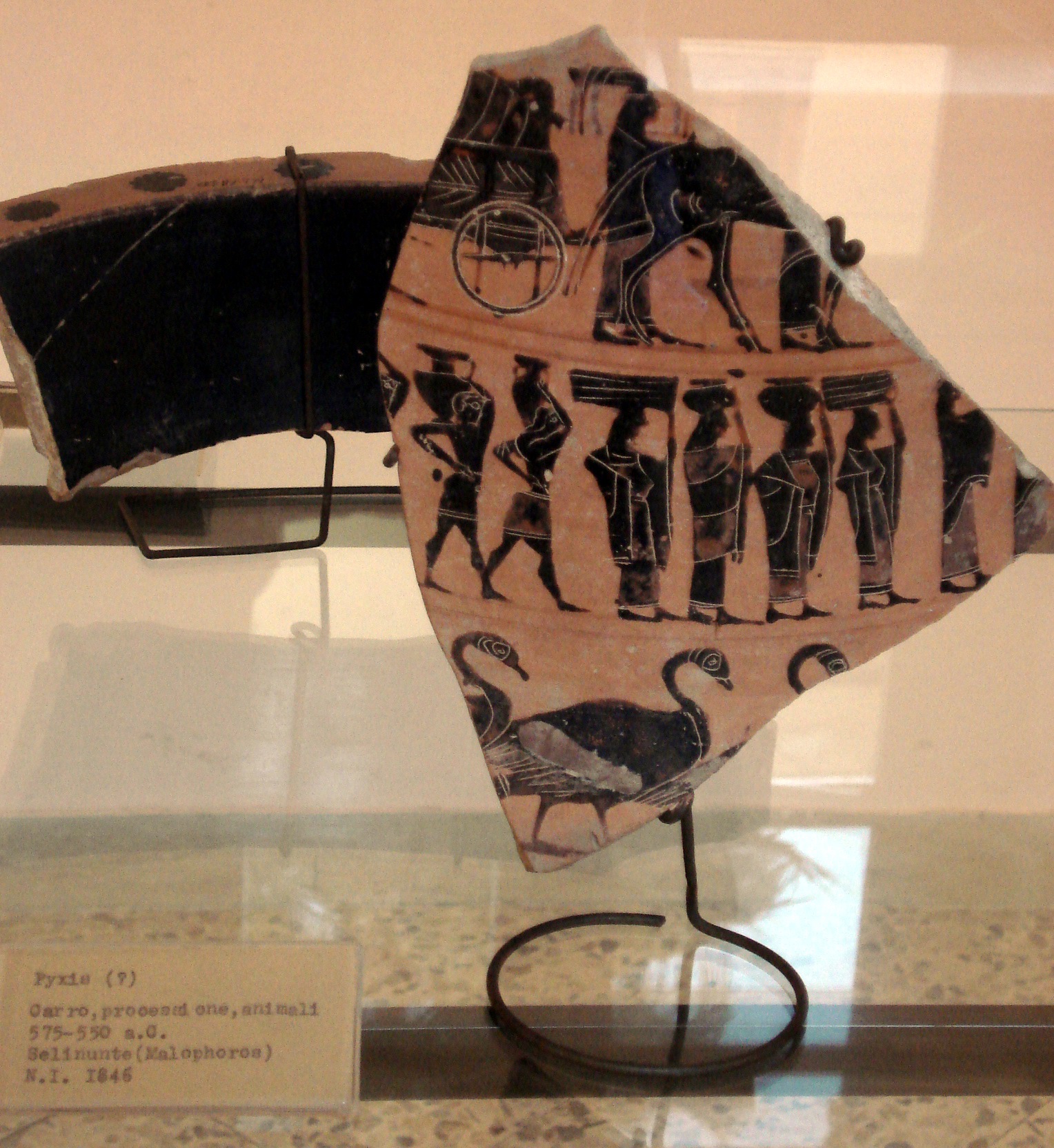
Membra disiecta, un fragmento de cerámica griega.)

Su origen se remonta a un pasaje del poeta Horacio (Sátiras 1, 4, 62), donde se plantea la cuestión de si el concepto de lo poético se cumple por el mero uso de una medida poética del verso frente a la prosa, o requiere también una cierta calidad de palabras y pensamientos. Para ilustrar el problema, Horacio cita un pasaje de versos del poeta Ennio y afirma que aunque se reordenen las palabras, destruyendo así el ritmo y la métrica, los "disiecti membra poetae", "los miembros desgarrados del poeta" (es decir, las palabras de su poesía), pueden seguir siendo reconocibles. En este sentido, en el estudio de la literatura, disjecta membra se utiliza a menudo para describir la recomposición de fragmentos antiguos de una fuente literaria identificable. Del mismo modo, las hojas o partes de hojas aisladas de manuscritos antiguos o medievales también pueden denominarse disjecta membra. Los eruditos han podido identificar fragmentos que hoy se conservan en distintas bibliotecas y que originalmente pertenecían al mismo manuscrito.
Una concepción muy literal de los "disiecti membra poetae" se encuentra en los Xenien de Goethe al filólogo homérico Friedrich August Wolf, cuyo cuestionamiento de la autoría única de las epopeyas homéricas por parte de Homero comenta el poeta del siguiente modo:

"Siete ciudades se disputaron haberle dado a luz;

Ahora que el lobo lo ha despedazado, cada una tomará su pedazo".

## En arqueología
En arqueología, el término se utiliza con frecuencia y en diferentes contextos de investigación. No sólo se utiliza en relación con la arquitectura, sino también en los estudios de inscripciones antiguas, la descripción de esculturas u otros objetos como las cráteras funerarias áticas.